# Dysdera brignoliana
Dysdera brignoliana là một loài nhện trong họ Dysderidae.
Loài này thuộc chi Dysdera. Dysdera brignoliana được Fulvio Gasparo miêu tả năm 2000.